# Hundige Strand Familiecamping
Hundige Strand Familiecamping er Danmarks ældste daterede campingplads. Det blev besluttet at finde et egnet areal til lejrliv på Lejrklubben Danmarks (i dag Dansk Camping Union) stiftende generalforsamling den 13. december 1926. Det lykkedes i 1928 hvor pladsen blev oprettet. Ideen var at give især københavnere muligheden for, under ordnede forhold, at kunne tage på cykelcamping uden for byen.